# Olli Tuominen
Olli Tuominen, né le 15 avril 1979 à Helsinki, est un joueur professionnel de squash représentant la Finlande. Il atteint en février 2006 la treizième place mondiale sur le circuit international, son meilleur classement. Il est champion d'Europe individuel en 2012.
Il est champion de Finlande à dix-huit reprises entre 2000 et 2020, un record. Il prend sa retraite sportive en juin 2019 à l'âge de 40 ans.

## Palmarès

### Titres
- Windy City Open : 2007
- Motor City Open : 2007
- Grasshopper Cup : 1999
- Open de Colombie : 1999
- Championnats d'Europe individuel: 2012
- Championnats de Finlande : 18 titres (2000-2014, 2016-2017, 2020)[4],[5]
- Championnats d'Europe junior : 1997

### Finales
- Open de Colombie : 2010
- Motor City Open : 2004
- Open de Suède : 2002
- Open de Pittsburgh : 2001
- Grasshopper Cup : 2000
- Championnats d'Europe par équipes : 1998